# خورخه بارنال
خورخه بارنال (انگلیسی: Jorge Bartual؛ زادهٔ ۱۸ اوت ۱۹۷۱) بازیکن فوتبال اهل اسپانیا است.
از باشگاه‌هایی که در آن بازی کرده‌است می‌توان به باشگاه ورزشی تنریف و باشگاه فوتبال والنسیا اشاره کرد.